# 천진암

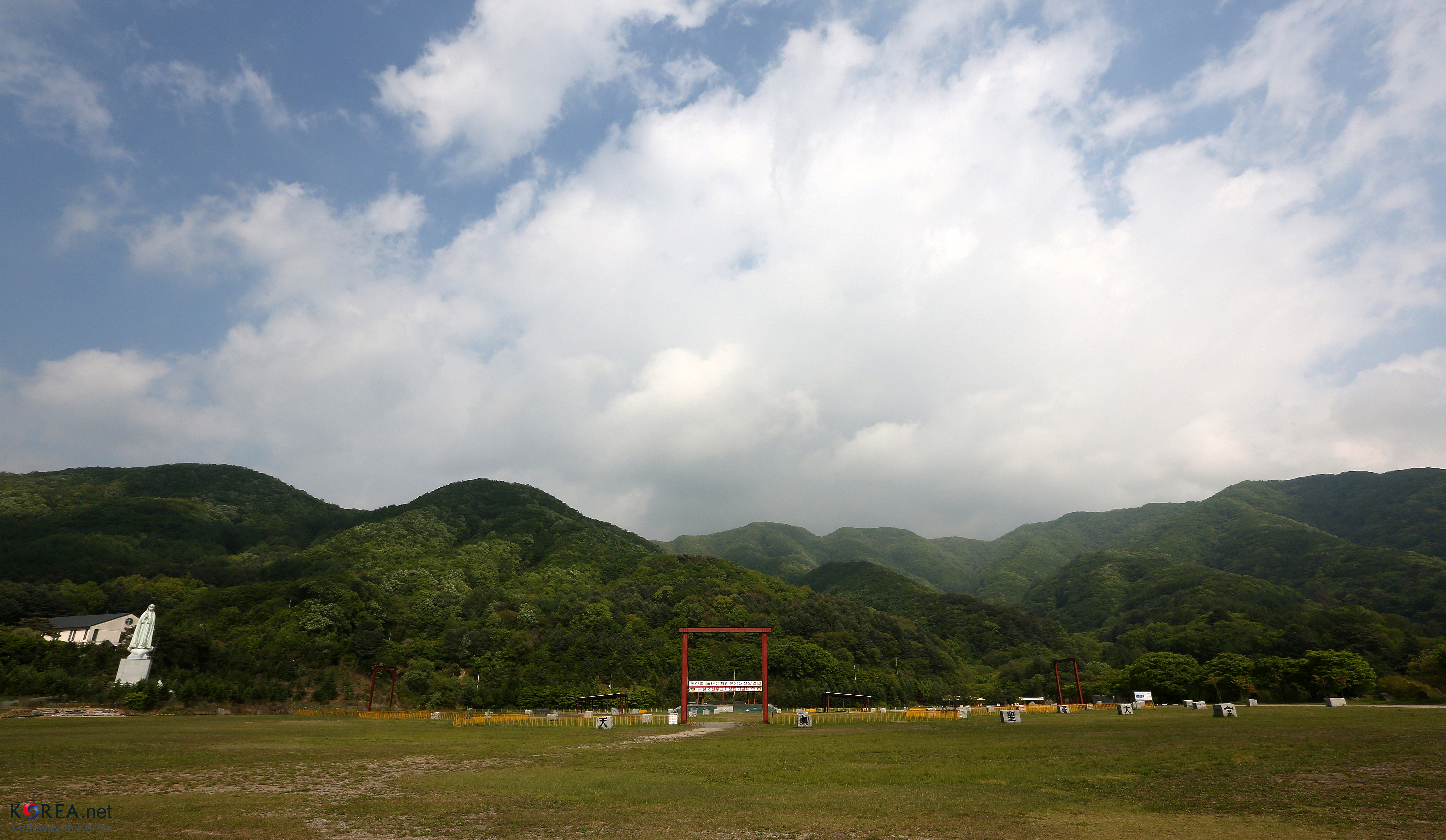

천진암(天眞菴)은 경기도 광주시 퇴촌면 천진암로 1203에 있는 천주교 성지다. 조선시대 이곳에 있던 암자에 피신해 온 초기 천주교인들을 스님들이 피신시켜주고 보호해 주었다. 이로 말미암아 많은 스님이 희생되었다. 바로 이런 역사가 있는 천진암에서 한국 천주교 역사가 시작되었다. 2007년 기준으로는 암자터만 남아 있고 이 일대는 천주교에서 성당을 세우는 등 성역으로 개발중이다. 이곳에는 천주교를 창립하는 데 공헌한 다섯 사람의 무덤이 있다.
하지만 이곳이 과연 천주교측의 주장처럼 버려져 있었는지, 이곳이 과연 천주교측의 주장대로 천주교 발상지가 맞는지에 대해서는 역사학계의 반박이 존재하고 있다.

## 개요
천진암은 지금은 사라진 사찰인 주어사에 속한 부속 암자였다. 남상철(1891~1978)이라는 인물이 1962년 11월부터 이듬해 1월까지 ‘경향잡지’에 세 차례에 걸쳐 게재한 ‘한국 천주교의 요람지인 주어사 발견 됨’이라는 글을 계기로 한국 가톨릭계는 주어사를 천주교 성지로 기념하려 했다.
천진암을 한국 천주교회의 시초라는 주장을 정리한 인물은 변기영 몬시뇰이다. 변기영은 <이벽성조와 천진암>이라는 책에서 "천진암에서 우리 신앙의 선조들이 교리를 연구하고 기도하며 처음으로 모였으며"(7페이지) "교리 연구에 참석한 사람들은 모두 알 수 없으나 우선 이벽, 정약전, 정약용, 정약종, 권철신, 이승훈, 이총억, 김원성, 권상학 등으로 전한다"(동10페이지)고 주장하였다. 이는 천진암에 대한 천주교 성지로써의 성역화 시도이자 정약용을 실제로는 천주교 신자였다고 주장하는 단초이기도 했다.
가톨릭측이 천진암 성역화와 관련해 천진암에 대해 내놓은 주장은 천진암 성역화 시점에서 이미 천진암이 불교로부터도 버려져 잊혀진 무주지가 되어 있었다는 것이다.
천진암은 본래 단군영정 천진을 모시고 산제사 당산제 산신제 등을 올리던 천진각 혹은 천진당이라는 작은 초가 당집이 오랜 세월 있었던 자리로 추정되며 훗날 천진암이 되어 1779년을 전후하여 폐찰이 되었으니, 정약용 선생의 글에 ‘천진암은 다 허물어져 옛 모습이 하나도 없다’ 하였고, 1797년 정사년 당시 홍영모의 남한지에서는, ‘천진암은 오래된 헌 절인데, 종이를 만드는 곳으로 쓰이다가 이제는 사옹원에서 관리하고 있다’고 함으로써, 사찰로서의 기능을 언급하지 않고 있으며, 성 다블뤼 주교는 1850년 경, 젊은 선비들과 함께 이벽선조께서 강학을 하던 곳은, 쓰지 않는 폐찰이었다고 하였다.

## 역사적 쟁점

### 정약용의 글에서 언급한 '강학'
1979년에 한국 천주교회는 천진암 터에 세운 '한국천주교 창시 200년 기념'이라는 비석을 세웠는데, 이때 비석의 앞뒤에 새긴 것이 정약용이 쓴 글들이었다.
昔在己亥冬 講學于天眞菴走魚寺 雪中李檗夜至 張燭談經
옛날 기해년(1779) 겨울 천진암(天眞庵) 주어사(走魚寺)에서 강학회(講學會)를 열었을 때 눈 속에 이벽이 밤중에 찾아와 촛불을 켜놓고 경전(經傳)을 토론했다.— 녹암권철신묘지명

會者金源星，權相學，李寵億等數人 鹿菴自授規程 令晨起掬氷泉盥漱 誦夙夜箴 日出誦敬齋箴 正午誦四勿箴 日入誦西銘 莊嚴恪恭 不失規度 當此時 李承薰亦淬礪自強
강학(講學)을 하자 모인 사람은 김원성, 권상학, 이총억 등 몇 사람이었다. 녹암이 지켜야 할 규칙을 만들었는데, 새벽에 일어나 얼음물을 떠서 세수를 하고는 「숙야잠」을 암송케 하고, 해가 뜨면 「경재잠」을 암송하고 정오가 되면 「사물잠」을 암송하고 해가 지면 「서명」을 암송하도록 하였으니 씩씩하고 엄숙하여 정성스럽고 공손한 태도로 규칙과 법도를 잃지 않았다. 그러던 무렵에 이승훈 또한 수양에 힘쓰며 열심히 애쓰고 공부했다.— 선중씨묘지명(先仲氏墓誌銘)

두 글 모두 정약용이 지은 것이고, 1779년에 천진암 주어사에서 있었던 '강학'에 관한 언급이다. 천진암 주어사에서의 강학은 이벽뿐 아니라 정약전도 함께 참석했었다. 천주교측에서는 녹암권철신묘지명의 이 '경전을 토론했다'의 경전을 천주교 성경으로 풀이한다. 권철신과 이벽이 천주교 신자이고 권철신의 주도 아래 성경 공부를 햇으며 이벽까지 참석해 토론한 경전도 천주교 성경이며, 이곳에서 한국 천주교회가 창시되었다는 논리이다.
천주교측에서는 권철신묘지명의 해당 부분만을 떼어서 새겼는데, 녹암권철신묘지명과 선중씨묘지명 두 곳을 보더라도 '경전'이 기독교의 성경이라는 의미를 명확히 전한 구절은 어디에도 찾아볼 수 없으며, 오히려 '숙야잠'이나 '경재잠', '사물잠', '서명'은 모두 유교의 경전이지, 기독교의 성경이 아니다.
1984년에 천주교회에서는 정약용을 천주교의 인물로 내세우려는 시도를 벌이고 있었고 이에 대한 학계의 반박이 제기되고 있었다.그리고 이러한 천주교회의 주장들에 대해서 정약용 관련 자료를 제시하며 반박을 제시한 이들 가운데 한 사람이 다산연구소의 소장으로 한국에서 다산 연구의 권위자 가운데 한 명인 박석무였다. 이우성 당시 성균관대 교수도 "다산이 초기에 성호학파의 일부 에피고넨들과 함께 천주교에 매혹됐던 것은 사실이지만 진작 천주교에서 손을 뗐다"고 지적했고, 송재소 성균관대 교수도 역사적 사실만은 왜곡 없이 정확한 기록으로 처리되기를 바랐다. 박석무는 1983년 천진암을 방문하고 이듬해 봄에 한길사에서 간행한 《한국사회연구》에 「정약용, 그 시대와 사상」이라는 장문의 글을 써서, "다산의 글 속에서 천진암이 한국천주교회의 발상지라는 사실은 허위임을 면하지 못한다"고 지적한 바 있다. 해당 논문은 1988년 봄 『다산기행』(한길사 간행)에도 실렸다.
천진암은 경기도 광주시 퇴촌면에 위치해 있으며, 다산 정약용이 태어나고 자란 남양주시 마재 마을은 조선 시대에는 광주(廣州) 땅으로 마재 마을에서 강을 건너 분원(分院) 쪽으로 오면 걸어서도 가까운 곳이었다. 유배 가기 전에도 그곳에 가서 항상 시를 짓고 글을 지어 기록을 남기는 것은 다산의 생활습관이었고, 이는 해배 후에도 마찬가지였다. 꼭 다산이 천진암에 간 것이 천주교 때문이었다고만 볼 근거는 없다.
巖阿層疊抱祗林
經卷香爐深復深
澗草雜靑黃綠色
山禽交十百千音
李檗讀書猶有處
苑公棲跡杳難尋
風流文采須靈境
半日行杯半日吟
바위 언덕 첩첩으로 절집을 싸고 있어
불경이며 향로며 그윽하고 깊어라
개울가 풀이야 청·황·녹색으로 섞여 있고
산새들은 열에 백에 천가지 소리로세
이벽(李檗)이 책 읽던 곳이야 있건마는
원공(苑公)이 머물렀던 곳 아득하여 못 찾겠네
풍류와 문채도 신령스러운 곳이라야 제격인데
한 나절은 술잔 돌리고 한 나절은 시 읊었네.

정약용의 한시인 '단오일배이형유천진암'(端午日陪二兄游天眞庵)에는 "이벽이 독서했던 곳 아직은 있지만"(李檗讀書猶有處)이라는 한 구절이 있지만, 이는 이벽이 광주 출신이어서 광주에 속한 천진암에서 책을 읽었던 적이 있다는 언급이었지, 이걸 특별히 천주교와의 관계로 연관지을 이유도 없다는 반박이 따른다.
이 시는 1797년에 다산이 36세 때 단오를 맞아서 그의 형제들과 천진암을 찾았을 때의 기록인데, 이는 앞에서 천진암이 이미 1797년 시점에서는 사찰의 기능이 사라졌다고 한 한국 천주교회측의 주장에 대해 반박이 되기 충분하다. 천주교회측의 주장은 천진암이 1779년을 전후하여 폐찰이 되었고 1797년 시점에서는 사찰로써의 기능을 상실했다는 것인데, 정약용의 이 시에서는 "바위 언덕 첩첩으로 절집을 감싸고 있어 불경이며 향로며 그윽하고 깊어라"라고 해서 버젓이 1797년 시점에서 천진암이 암자로써 존재하고 기능하고 있음을 보여주고 있기 때문이다.
정약용은 이가환의 묘지명도 지었는데, 정약용은 이가환의 묘지명에서 이벽이 천진암이 아니라 이벽 자신의 사저에서 1784년 겨울에 처음으로 천주교를 선전했다고 쓰고 있다. 이벽의 집은 수표교 부근에 있었다. 정약용과 정약전은 1784년 4월 15일(음력)에 처음으로 천주교 관계 서적을 보았다고 했고, 정약종도 병오년(1786년)에야 둘째 형 정약전으로부터 천주교에 대해서 배웠다고 했는데, 이는 "천진암 주어사 강학회에서 처음으로 성경 강학을 했고 정약전과 정약용, 이승훈도 여기에 참석했다"는 천주교계의 주장과는 대치된다.
박석무는 그리고 아무 관계없는 다산의 기록을, 그것도 그냥 전통적 유학 공부를 했다는 내용이 전부인 기록들을 왜 천진암 문제에 근거로 대고 있는지 알 수 없고, 지금까지 알려진 다산의 기록만으론 천진암과 천주교 창시문제의 연관을 찾을 수 없다고 지적하며, 천주교회를 향해서 "다시 분명히 말합니다. 다른 기록을 인용하거나, 새로 찾아낸 내용을 근거로 한다면 모르지만 다산의 기록을 근거로 하여 그곳이 천주교 발상지라고 한다면, 다산을 연구하는 사람의 입장에서는 용납할 수 없다는 것을 명확하게 밝혀 둡니다."라고 노기 서린 단언을 날리기도 했다.

### 다블뤼 주교의 기록
천진암이나 주어사에서 한국 천주교가 태동했다고 지목한 자료는 천주교 측 샤를 달레 신부의 《한국천주교회사》와 다블뤼 주교의 《조선에 복음이 들어온 것에 관한 회상록》이다. 여기서 정약용의 '조선복음전래사'를 인용했다고 밝히면서 천진암에서 이벽, 정약용, 이승훈 등이 천주교 서적을 읽었다고 기술하고 있다.
그러나 예의 정약용이 지었다는 '조선복음전래사' 자체가 현존하지 않는 등 몇몇 문제가 얽혀 있어서 신뢰성 면에서 여전히 설왕설래하는 중이다.

### 내용주
1. ↑  속성은 정씨(丁氏)로 다산이 어린 시절에 만난 적이 있는 승려다. 호는 청파대사(靑坡大師)이고 법명이 혜원(慧苑)이어서 원공이라 했다. 이 시는 천진암 터에 천주교회가 세운 비석에 새겨져 있다.[2]